# James Courtney
Pour les articles homonymes, voir Courtney.
James Courtney, né le 29 juin 1980 à Sydney, est un pilote automobile australien. Il suit le parcours classique d'un pilote de monoplace. Il court tout d'abord en Championnat du Monde de karting, qu'il remporte en 1997. Il s'aligne ensuite en Formule Ford britannique, qu'il remporte en 2000. Il reste en Grande-Bretagne en 2001 et 2002 pour courir en Formule 3, d'abord pour l’équipe Jaguar Junior Team, puis avec l’écurie Carlin Motorsport. Il finit respectivement 4e puis 2e du championnat. En 2003, il continue sa carrière au Japon. En Formule 3, au sein de l'écurie TOM'S, il termine champion de la discipline. Celui lui permet de remplacer Ryō Fukuda pour les quatre dernières courses de la saison de Super Formula.
À partir de 2004, il se consacre aux voitures de tourisme. En 2004 et 2005, toujours avec l'équipe TOM'S, il court en Super GT. En parallèle, en 2005, il prend part aux courses d’endurances de son championnat national de tourisme, le V8 Supercars. Il s'engage dès l'année suivante à temps plein dans ce championnat. Il court au sein des écuries Stone Brother Racing, Dick Johnson Racing, avec laquelle il remporte le titre en 2010, puis l’équipe officielle Holden à partir de 2011. 

## Résultat en carrière
| Saison | Série                                   | Classement final | Voiture                  | Équipe                |
| ------ | --------------------------------------- | ---------------- | ------------------------ | --------------------- |
| 2007   | Championnat du Monde de karting         | 1er              | Tony Kart / Vortex       |                       |
| 1999   | Formule Ford britannique                | 5e               | Van Diemen RF99 Ford     |                       |
| 2000   | Formule Ford britannique                | 1er              | Van Diemen RF00 Ford     |                       |
| 2001   | Formule 3 britannique                   | 4e               | Dallara 301 Mugen-Honda  | Jaguar Junior Team    |
| 2002   | Formule 3 britannique                   | 2e               | Dallara 302 Mugen-Honda  | Carlin Motorsport     |
| 2003   | Super Formula                           | 13e              | Lola B3/51 Mugen-Honda   | Team 5Zigen           |
| 2003   | Championnat du Japon de Formule 3       | 1er              | Dallara 302 TOM'S-Toyota | TOM'S                 |
| 2004   | Super GT                                | 6e               | Toyota Supra             | TOM'S                 |
| 2005   | Super GT                                | 4e               | Toyota Supra             | TOM'S                 |
| 2005   | V8 Supercar Championship Series         | 47e              | Holden VZ Commodore      | Holden Racing Team    |
| 2006   | V8 Supercar Championship Series         | 11e              | Ford BA Falcon           | Stone Brothers Racing |
| 2007   | V8 Supercar Championship Series         | 9e               | Ford BF Falcon           | Stone Brothers Racing |
| 2008   | V8 Supercar Championship Series         | 6e               | Ford BF Falcon           | Stone Brothers Racing |
| 2009   | V8 Supercar Championship Series         | 7e               | Ford FG Falcon           | Dick Johnson Racing   |
| 2010   | V8 Supercar Championship Series         | 1er              | Ford FG Falcon           | Dick Johnson Racing   |
| 2011   | International V8 Supercars Championship | 10e              | Holden VE Commodore      | Holden Racing Team    |
| 2012   | International V8 Supercars Championship | 10e              | Holden VE Commodore      | Holden Racing Team    |
| 2013   | International V8 Supercars Championship | 11e              | Holden VF Commodore      | Holden Racing Team    |
| 2014   | International V8 Supercars Championship | 6e               | Holden VF Commodore      | Holden Racing Team    |
| 2015   | International V8 Supercars Championship | 10e              | Holden VF Commodore      | Holden Racing Team    |
| 2016   | International V8 Supercars Championship | 11e              | Holden VF Commodore      | Holden Racing Team    |